# Flerstämmighet
Flerstämmighet är en musikterm som innefattar all musik där flera toner av olika höjd ljuder samtidigt. Flerstämmig musik kan grovt indelas i polyfoni, där samklangerna bildas av flera självständigt förbundna stämmor, och homofoni, där en dominerande melodistämma ackompajeras ackordiskt, men i all flerstämmighet finns både den horisontella, lineära och den vertikala, samklangsaspekten med.
En primitiv form av flerstämmighet är heterofoni, som uppstår genom att någon eller några under sångens eller spelets gång varierar en unison melodi. Heterofoni torde ha förekommit i antik grekisk musik, och är ännu vanlig i Afrika och Asien, i till exempel arabisk musik.
Flerstämmighet förekommer i flera kulturområden förutom det västerländska, bland annat i Indien, den indonesiska övärlden, på Söderhavsöarna och i Afrika. Däremot saknas den i norra Asien, hos infödda befolkningar i Australien och i den ursprungliga kulturen hos Amerikas indianer.

## Historia
Den form av tillfällig, mer eller mindre oavsiktlig, flerstämmighet som tillämpades i grekisk vokal- och instrumentalmusik, antas ha hämtat sina förebilder från österlandet. I den folkliga musiken uppträder flerstämmighet i bland annat Kaukasus, som möjligen kan vara den västerländska flerstämmighetens ursprungsområde. Inom kyrkomusiken dominerade länge den enstämmiga gregorianska sången, men under perioden 800–1000 utvecklades långsamt en flerstämmighet även där i form av organum. Först härskade tvåstämmighet, genom Notre Dame-skolan (i slutet av 1100-talet och början av 1200-talet) trestämmighet, och under 1400-talet användes upp till fem stämmor.
1400-talet och följande sekel blev den polyfona musikens viktigaste utvecklingperiod. En vidareutveckling och strukturförändring skedde under barocken (1600–1750). Samtidigt som polyfonin nådde en oöverträffad höjdpunkt hos Bach utvecklades under 1700-talet en homofon stil som under 1800-talet blev helt dominerande. Tonsättare som Berlioz och Debussy lade grunden till det allt friare och klangligt raffinerade utnyttjandet av flerstämmigheten, som präglat stora delar av 1900-talsmusiken.